# 키오 카나데
키오 카나데(일본어: 輝生 かなで きお かなで[*], 1995년 4월 24일 - )는 일본의 배우이다. 전 다카라즈카 가극단 츠키구미 남역이다.
이바라키현 히가시이바라키군, 치가쿠칸 충등교육학교 출신이다. 키 167cm, 애칭은 "아치"이다.

## 약력
2011년, 다카라즈카 음악학교에 입학하였다
2013년, 다카라즈카 가극단 99기생으로 입단. 입단 당시 성적은 16등이었다. 유키구미 공연 「베르사이유의 장미」로 초무대를 하였다.
2014년, 구미마와리를 거쳐 츠키구미에 배속되었다.
2019년 1월 20일, 타마키 료ㆍ미소노 사쿠라 톱콤비 오히로메 공연 「ON THE TOWN」 (도쿄국제포럼 공연) 천추락을 기해, 다카라즈카 가극단을 퇴단하였다.
퇴단 후에는 무대를 중심으로 활동을 계속 하고 있다.

## 퇴단 후 주요 활동

### 무대
- 2022년 9 - 10월, 『피스트 오브 노스 스타 〜북두의 권〜』 (Bunkamura오챠드 홀・캐널시티 극장)